# ويلي وندرلاند (فلم 2021)
ويلي وندرلاند (بالإنجليزية: Willy's Wonderland) فيلم رعب، وكوميدي، وأكشن أمريكي لعام 2021 أخرجه كيفن لويس من سيناريو كتبه جي أو بارسونز. الفيلم من بطولة نيكولاس كيج، الذي يعمل أيضًا كمنتج، إلى جانب إميلي توستا، وريك ريتز، وكريس وارنر. الفيلم يتبع شخصًا هادئًا يتم خداعه لتنظيف مركز ترفيه عائلي مهجور مسكون بثمانية شخصيات متحركة قاتلة.
أعلن عن إصدار الفيلم في 30 أكتوبر 2020، ولكن تم تأجيله استجابةً لوباء كوفد 19، وبدلاً من ذلك، تم إصداره من خلال فيديو حسب الطلب، وأصدرته شركة أفلام سكرين ميديا إصداراً محدوداً لدور العرض في الولايات المتحدة، في 12 فبراير 2021.

## طاقم التمثيل
نيكولاس كيج: في دور البواب
إميلي توستا: في دور ليف هوثورن
بيث جرانت: في دور الشريف إلويز لوند
ديفيد شفتيل: في دور نائب إيفان أولسون
ريك ريتز: في دور تكس ماكادو
كريس وارنر: في دور جيد لوف
كاي كادليك: في دور كريس مولي
كايلي كوان: في دور كاثي بارنز
تيرايل هيل: في دور بوب مكدانيل
كريستيان ديل جروسو: في دور آرون باورز
جوناثان مرسيدس: في دور دان لورين
جرانت كريمر: في دور جيري روبرت ويليس
كريس باديلا: في دور جيم هوثورن
أولغا كريمر: في دور جودي هوثورن
كاميا أرينجتون: في دور ليتل ليف

## ملخص أحداث الفيلم
ينتهي المطاف براكب هادئ تقطعت به السبل (نيكولاس كيج) في هايسفيل، نيفادا، عندما تتعطل سيارته. يلتقطه الميكانيكي جيد لوف (كريس وارنر)، الذي يأخذه إلى ويليز وندرلاند، وهو مركز ترفيهي عائلي مهجور كان ناجحًا في يوم من الأيام. يعرض عليه المالك تكس ماكادو (ريك ريتز) العمل كبواب نوبة ليلية مقابل إصلاح سيارته، وفي هذه الأثناء، يقيد عمدة هايسفيل، إلويز لوند (بيث جرانت)، يدي المراهقة ليف هوثورن (إميلي توستا) بسبب محاولاتها السابقة لإشعال النار في المكان. عندما يغادر لوند، يأتي أصدقاء ليف، كريس مولي (كاي كادليك)، وكاثي بارنز (كايلي كوان)، وآرون باورز (كريستيان ديل جروسو)، وبوب مكدانيل (تيرايل هيل)، ودان لورين (جوناثان مرسيدس)، ويطلقون سراحها.
يبدأ البواب في تنظيف المركز الترفيهي، ويغادر المالك تكس، والعمدة لوند، وسرعان ما يجد نفسه محاصرًا داخل ويلي ويخوض معركة ملحمية مع تمائم الرسوم المتحركة الممسوسة التي تجوب القاعات، وللبقاء على قيد الحياة، يجب أن يشق طريقه من خلال كل منهم.
يعود تكس، وجيد إلى المبنى في صباح اليوم التالي، ويجدوه نظيفًا تمامًا، مع تدمير الرسوم المتحركة. يتلقى عامل النظافة سيارته التي تم إصلاحها ويدعو ليف لمرافقته. بينما يناقش تكس، وجيد التخطيط لإعادة فتح ويلي وندرلاند، تظهر سيرين سارة فجأة وتضرم النار في سيارتهما بالبنزين. يقتل الثلاثة في انفجار هائل يدمر المطعم بأكمله.

## الإنتاج
أعلنت شركة أفلام سكرين ميديا عن الفيلم لأول مرة في أكتوبر 2019. أكد موقع ديدلاين هوليوود أن نيكولاس كيج قد انضم إلى فريق العمل بعد أن جذب انتباهه السيناريو، الذي أصبح مشهورًا على الموقع. وافق كيج أيضًا على إنتاج الفيلم جنبًا إلى جنب مع المنتجين جيريمي ديفيس من شركة جي دي إنترتينمنت، والممثل المخضرم الذي تحول إلى منتج جرانت كرامر. تم تعيين كيفن لويس كمخرج بينما انضم طاقم الممثلين، بما في ذلك إميلي توستا، وبيث جرانت، وريك ريتز، في فبراير 2020. تم إجراء بعض التغييرات أيضًا أثناء الإنتاج، حيث تم تغيير العنوان من «والي وندرلاند Wally's Wonderland» إلى «ويلي واندرلاند» بسبب مشاكل قانونية بينما تم استبدال شخصيات الرسوم المتحركة الأصلية: دوغلاس دوج، وبولي بينجوين، وبري بير، وبيريت بيت، وريجينا رابيت، إلى: آرتي اليجاتور، وسلحفاة تيتو، وجوس غوريلا، ونايتى نايت، وكامي كاميليون.

## استقبال الفيلم
منح موقع الطماطم الفاسدة الفيلم تقييماً مقداره 61% بناءاً على آراء 82 ناقداً سينمائياً، وكتب إجماع نقاد الموقع: «الفيلم ليس ممتع بقدر ما توحي به فرضيته لكنه لا يزال يجعل نيكولاس كيج يتغلب على الجحيم من الرسوم المتحركة المتعطشة للدماء، وهو أمر لطيف».
منح موقع ميتاكريتيك الفيلم تقييماً مقداره 44% بناءاً على آراء 14 ناقداً.
كتب أوين جليبرمان من مجلة فارايتي: «يعرف فيلم المخرج كيفن لويس» العملاق ذو الفراء المليء بالمرح والتمائم«مدى سخافة هذا الفيلم ولكنه يعرضه بشكل مباشر».
منح نيك دي سيملين من مجلة إمباير الفيلم درجة ثلاثة من أصل خمسة نجوم، وخلص إلى أنه «على الرغم من أن الحوار والتخطيط ليسا نجاحات كبيرة، فإن هذا الالتزام بالمفهوم، جنبًا إلى جنب مع المشروبات الغازية المبهجة من نيكولاس كيدج يكفي لجعل هذا وقت ممتع».
صنف مات فاولر من موقع آي جي ان للترفيه الفيلم بستة من أصل عشرة، وكتب أنه «ليس هناك ما يكفي هنا لتسجيل درجات عالية، ولكن هناك الكثير من المذبحة الكرتونية وهذا يستدعي درجة النجاح».
منح موقع فودزيلا الفيلم درجة سبعة من عشرة، قائلاً: «تدور أحداثه في مركز ترفيهي للأطفال، ولكنه يأتي بجرعات للبالغين من اللغة البذيئة، والجنس، والدماء، والموت. تبدو سيناريوهات الفيلم حمراء قليلاً، ولكن ينعشها الجنون الذي يجلبه كيج إلى كل شيء».
منحت كيمبرلي إليزابيث، من موقع «كابوس من شارع الأفلام»، للفيلم درجة 7.5 / 10، وعلقت قائلة: «العلامة التجارية الفريدة من نوعها لنيكولاس كيج هي حلوى الهلام لساندويتش الرعب المتحرك».
كتب أليكس تورنر من موقع «ريدي ستيدي كت»: «قصة سخيفة، ومشاهد قتال رائعة، ومراهقون في خطر، والكثير من الدماء. بالتأكيد، كان من الممكن أن يكون الفيلم أفضل، لكنه لم يكن بحاجة إلى أن يكون بالضبط: كان هذا ممتعًا تمامًا» ومنح الفيلم تصنيف 3.5 على 5، وكتب تشارلز بارفيلد من موقع قائمة المشاهدة رأيًا مشابهًا وصنف الفيلم (+B).
كتب نيكولاس ديلغاديلو من موقع مناقشة الأفلام: «مثير للسخرية بشكل غير مبرر، وجوهرة مخفية غريبة ألقيت في مجموعة أعمال نيكولاس كيدج الواسعة، والانتقائية بالفعل».

## روابط خارجية
- مقالات تستعمل روابط فنية بلا صلة مع ويكي بيانات